# Alexander S. Clay
Alexander S. Clay (Powder Springs, 1853. szeptember 25. – Atlanta, 1910. november 13.) az Amerikai Egyesült Államok szenátora (Georgia, 1897–1910).